# New Harmony
New Harmony är en historisk stad i Posey County, Indiana, 24 kilometer norr om Mount Vernon. Stadens befolkning var 916 år 2000.

## Historia
New Harmony, först kallad "Harmony", var byggt av Harmony Society, som leddes av George Rapp (också känd som Johann Georg Rapp). Det var den andra av tre orter som den religiösa tyska gruppen, kallad Rappites, grundade. När gruppen valde att flytta tillbaka till Pennsylvania, sålde man de 30 000 acres (121 km²) land till Robert Owen, en walesisk utopisk, socialistisk industriman och social reformist, och till William Maclure för $150,000. De ändrade namnet Harmony till New Harmony. Owen rekryterade invånare till sitt modellsamhälle, men ett flertal faktorer ledde till ett tidigt misslyckande.
Experimentet pågick mellan år 1825 och 1829, under ständiga tvister. New Harmony blev skyldig pengar till flera andra orter. En av de ursprungliga deltagarna i projektet var individualanarkisten Josiah Warren, som menade att New Harmony var dömt till att misslyckas på grund av brist på individuellt styre och privat egendom.
En annan av deltagarna i experimentet var Paul Brown. Han hoppade av projektet efter ständiga motsättningar, vilka han skildrade i skriften Twelve Months in New Harmony redan 1827. Forskaren Shawn P. Wilbur betecknar Brown som en tidig frihetlig kommunist.